# Sinhalit
Sinhalit – minerał, do 1952 uważany za żółtawobrunatną odmianę perydotu (oliwiny).
Nazwa pochodzi od miejsca odkrycia – sinhala w sanskrycie oznacza Cejlon.

## Charakterystyka

### Właściwości
W zależności od zawartości żelaza ma barwę od jasnożółtawobrunatnej i złocisto- lub zielonawobrunatnej aż do prawie czarnej
W postaci wyrostków występuje w nim igiełkowaty goethyt.

### Występowanie
Ten rzadki minerał formuje się w bogatych w Bor skarnach na styku wapieni z granitami lub gnejsem.
Miejsca występowania: Sri Lanka, Birma, Nowy Jork. W mniejszych ilościach także Rosja, Kanada, Chiny.

### Zastosowanie
Ten przezroczysty kamień szlachetny jest wykorzystywany w celach jubilerskich.